# Get-Rich-Quick Wallingford (film 1921)
Get-Rich-Quick Wallingford è un film muto del 1921 diretto da Frank Borzage.

## Trama
A Battlesburg, una città dell'Iowa, "Blackie" Daw, con pochi soldi in tasca ma con una suggestiva storia per colpire la fantasia dei paesani, annuncia l'arrivo di J. Rufus Wallingford, un grande finanziere a caccia di buoni investimenti. Il capitalista decide di aprire uno stabilimento in città, rastrellando il denaro dei finanziatori locali che, però, ben presto cominciano a sospettare qualche imbroglio. Wallingford riesce a convincerli ma, quando si accinge a scappare insieme al complice con tutti i fondi della nuova società, un altro investitore si offre di comprare lo stabilimento. I due truffatori si trovano improvvisamente ricchi ma, questa volta, in maniera onesta. Finiranno per stabilirsi a Battlesburg, sposati ambedue a due brave ragazze.

## Produzione
Il film fu prodotto dalla Cosmopolitan Productions, la compagnia fondata dal magnate della carta stampata William Randolph Hearst. Le scenografie del film si devono a Joseph Urban, famosa firma delle Ziegfeld Follies e scenografo di fiducia di Hearst.

## Distribuzione
Distribuito dalla Famous Players-Lasky Corporation e dalla Paramount Pictures, il film uscì nelle sale cinematografiche USA il 4 dicembre 1921. Distribuito anche in Europa, uscì in Finlandia l'11 febbraio 1924.